# Ahmed Eyüb Pascha

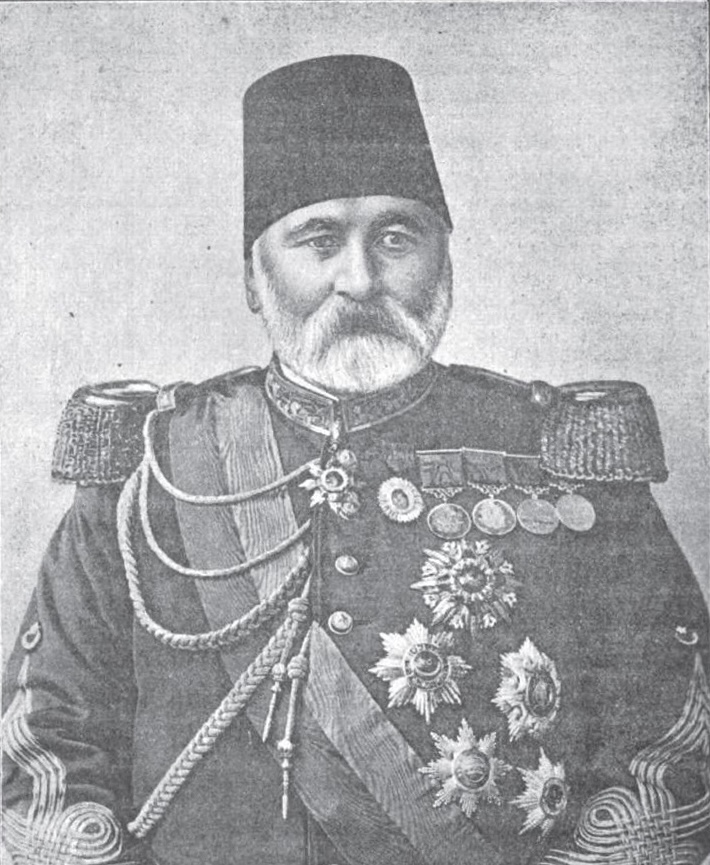
Ahmed Eyüb Pascha

Ahmed Eyüb Pascha (* 1833 in Istanbul; † 28. Mai 1893 ebenda) war eine osmanische Militärperson.

## Leben
Ahmed absolvierte die osmanische Militärakademie in Istanbul. 1873 wurde er Wālī (Gouverneur) von Jemen. Im Russisch-Osmanischen Krieg (1877–1878) war er im Heereskommando Ost an der Donaufront tätig. Nach dem Krieg diente Ahmed als Gouverneur zahlreicher Provinzen; unter anderem Ioannina, Manastir und Kosovo. Am 7. Mai 1886 kommandierte Ahmed türkische Truppen in einem Kampf mit griechischen Truppen. Er war auch Adjutant von Abüdlhamid II.

## Einzelnachweis
1. ↑  Die deutsch-türkischen Beziehungen in der Epoche Abdülhamids II. (1876–1908): Die Rolle Deutschlands in der türkischen Außenpolitik unter besonderer Berücksichtigung der Bulgarischen, Ägyptischen und Armenischen Frage, S. 121

| Personendaten    | Personendaten            |
| ---------------- | ------------------------ |
| NAME             | Ahmed Eyüb Pascha        |
| KURZBESCHREIBUNG | osmanische Militärperson |
| GEBURTSDATUM     | 1833                     |
| GEBURTSORT       | Istanbul                 |
| STERBEDATUM      | 28. Mai 1893             |
| STERBEORT        | Istanbul                 |